# 2018년 동계 올림픽 벨라루스 선수단
2018년 동계 올림픽 벨라루스 선수단은 2018년 2월 9일부터 25일까지 대한민국 평창에서 개최된 2018년 동계 올림픽에 참가한 올림픽 벨라루스 선수단이다.

## 메달 집계
| 종목 | 1 | 2 | 3 | 합계 |
| 합계 |   |   |   |      |

## 종목별 성적

### 바이애슬론
| 선수 | 세부 종목 | 기록 | 사격 실수 | 순위 |

### 스피드스케이팅
남자
| 선수 | 세부 종목 | 1차 시기 | 1차 시기 | 2차 시기 | 2차 시기 | 결선 | 결선 |
| 선수 | 세부 종목 | 기록     | 순위     | 기록     | 순위     | 기록 | 순위 |